# Корените на мъдростта
„Корените на мъдростта“ (на японски: и на кит.: 菜根譚; яп. произношение さいこんたん, с пинин: cài gēn tán) е сред значимите творби в китайската класическа литература.
Произведението възниква в края на династията Мин и съдържа две части – първата се състои от 222 разказа, а втората от 135, като първата част разказва за обществените отношения, докато втората – за удоволствието от живота сред природата и далеч от светските дейности.
Друго име на произведението е 処世修養篇. Те се основават на есетата на автора Хон Цзичен от последните година на империята Мин (на китайски: 洪自誠; с пинин Hong Zicheng), живял през 1593 – 1665.
В самия Китай те не се радват на особена почит, но в противовес на това, благодарение на един японски конфуциански учен от Канагава (живял 1781 – 1836) са издадени за 5 години до 1822 г. и са посрещнати с голяма радост и редовно четени.
Книгата е издавана и на български език.